# Мили
Мили (англ. Mili, марш. Mile [mʲilʲee̯]) — атолл в Тихом океане в цепи Ратак в  Маршалловых Островах. Состоит из 92 островков. Площадь сухопутной части 15,93 км², вместе с лагуной 763 км². Население 738 человек (2011). Главный населённый пункт — деревня Мили.